# Acroneuria ozarkensis
Acroneuria ozarkensis és una espècie d'insecte plecòpter pertanyent a la família dels pèrlids.

## Distribució geogràfica
Es troba a Nord-amèrica: Arkansas i Missouri (els Estats Units).